# Al-Muqaddasi
Al-Muqaddasi (in arabo شمس الدين ﺍﺑﻮ ﻋﺒﺪ ﺍﻟﻟﻪ محمد بن امحد بن اﺑﻲ ﺑﻜﺮ ﺍﻟﺒﻨﺎء ﺍﻟﺸﺎﻣﻲ المقدسي‎?, Shams al-Dīn Abū ʿAbd Allāh Muḥammad ibn Aḥmad ibn Abī Bakr al-Bannāʾ al-Shāmī al-Muqaddasī), noto anche come al-Maqdisī (entrambi gli epiteti significano "il Gerosolimitano") (Gerusalemme, 945 – ...), fu un geografo arabo, autore dell'opera Aḥsan al-taqāsīm fī maʿrifat al-aqālīm ("La migliore divisione per la conoscenza delle regioni").
Di madre originaria del Khorasan e di famiglia abbiente, al-Muqaddasī era nipote per lato paterno di Abū Ṭāyyib al-Shawwā, un apprezzato ingegnere (bannāʾ) che era stato incaricato a suo tempo dal sultano tulunide Aḥmad b. Ṭūlūn di costruire il sistema difensivo portuale di Acri e che in seguito aveva deciso di trasferirsi a Gerusalemme (al-Quds, "la Santa", o al-Bayt al-maqdis, "Il sacro Santuario"), che gli dette modo di fregiarsi della relativa nisba di al-Maqdisī o al-Muqaddasī, che è una nisba rafforzativa, vale a dire "della città santissima").
Scrisse la sua opera nel 985 all'età di quarant'anni dopo aver lungamente viaggiato in tanti paesi. È ignota la data precisa della sua morte, che dovette comunque avvenire dopo il 988, data in cui licenziò una nuova versione della sua opera.
L'interesse del testo di al-Muqaddasi risiede non solo nella descrizione accurata di Gerusalemme e delle località della Palestina nel X secolo, ma anche nella descrizione della Sicilia del suo tempo, che egli ebbe modo di visitare di persona.

### Testo arabo
- al-Muqaddasi, Descriptio imperii moslemici / auctore Schamso'd-dîn Abû Abdollâh Mohammed ibn Ahmed ibn Abî Bekr al-Bannâ al-Basschârî al-Mokaddasi, edidit M. J. de Goeje, Lugduni Batavorum (Leida), E. J. Brill, 1877

### Traduzioni
- Al-Muqaddasi, La migliore divisione per la conoscenza delle regioni, trad. italiana in: I cammini dell'Occidente. Il Mediterraneo tra i secoli IX e X, traduzione a cura di A. Vanoli, presentazione di G. Vercellin, Padova, Cleup, 2001  (ISBN 88-7178-546-0)
- Al-Muqaddasi, The Best Divisions for Knowledge of the Regions - Ahsan al-Taqasim fi Ma'rifat al-Aqalim, trad. di Basil Collins, Reading, Garnet Publishing, 1994 (ISBN 1-873938-14-4); brossura 2000 (ISBN 1-85964-136-9)

### Opere su al-Muqaddasi
- (EN)  Basil Anthony Collins, Al-Muqaddasi: the man and his work. With selected passages translated from the Arabic, Ann Arbor, Dept. of Geography, University of Michigan, 1974
- (FR)  André Miquel, La géographie humaine du monde musulmane, jusqu'au milieu du XIe siècle, 4 voll., Parigi-L'Aia, 1967-88